# Erhard Reuwich

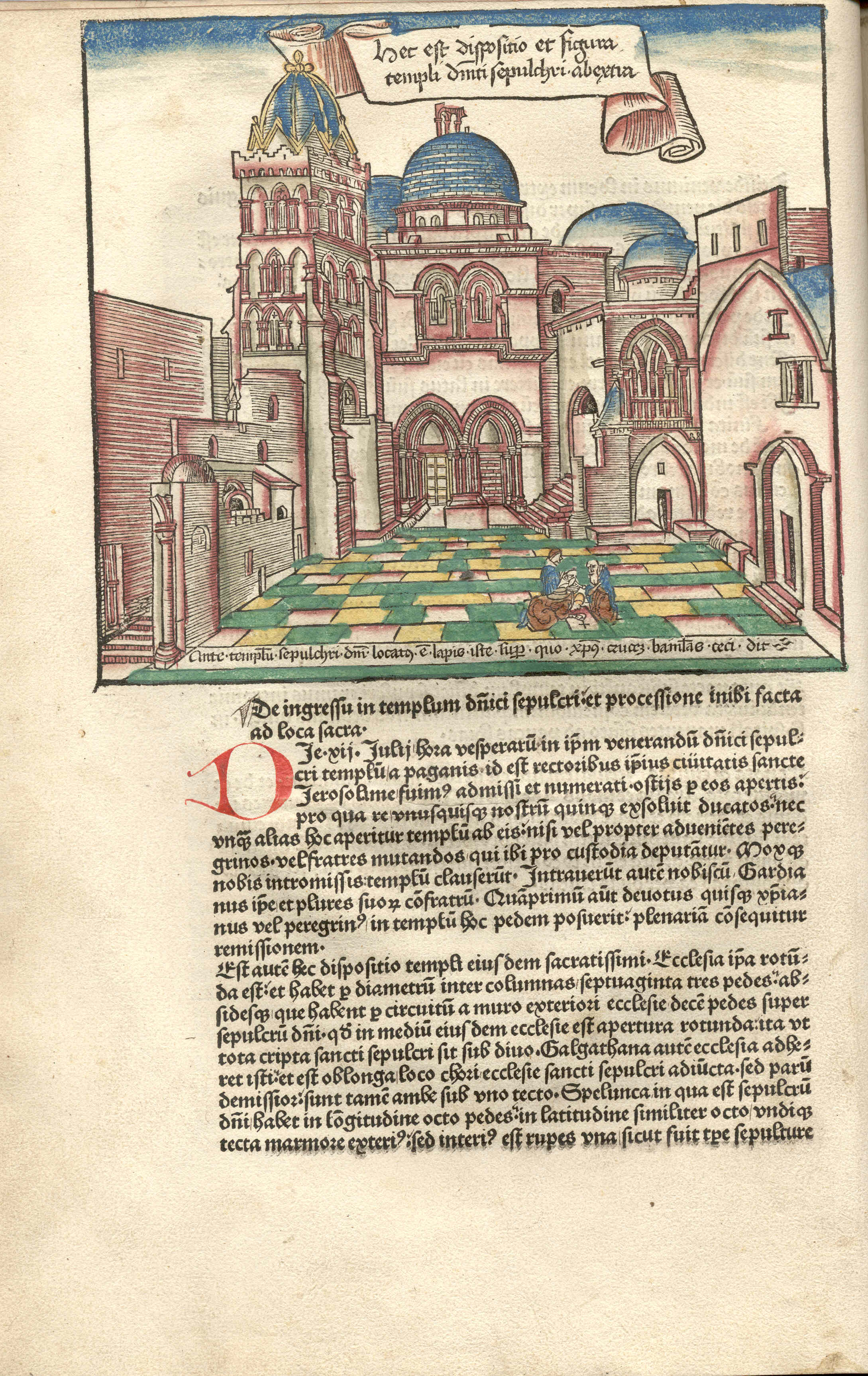
Xilografía coloreada a mano por Erhard Reuwich de la entrada a la Iglesia del Santo Sepulcro, Jerusalén

Erhard Reuwich (en neerlandés: Reeuwijk  ) fue un artista holandés, como diseñador de xilografías e impresor, que vino de Utrecht pero luego trabajó en Maguncia. Se desconocen sus fechas y lugares de nacimiento y muerte, pero estuvo activo en la década de 1480.
Provenía de una familia de pintores en Utrecht, y su padre pudo ser Hildebrand Reuwich, que fue decano del gremio de pintores de esa ciudad en 1470.  Viajó en peregrinación a Jerusalén, lo que dio lugar a su obra más famosa. Se ha sugerido que fue el Maestro del Libro de la Casa, pero esto no ha sido generalmente aceptado. Tal vez sea más probable que se le identifique como un grabador conocido como el Maestro del Libro de la Razón.

## Peregrinación en Terram Sanctam
La Peregrinatio in Terram Sanctam o Sanctae Peregrinationes, un relato incunable de una peregrinación a Jerusalén, de Bernhard von Breydenbach, se publicó en 1486, con las ilustraciones dibujadas por Reuwich. Breydenbach era un acaudalado canónigo de la catedral de Maguncia que realizó la peregrinación en 1483-4, llevando consigo, como se explica en el libro, a "Erhard Reuwich de Utrecht", un "hábil artista", para que hiciera dibujos de las vistas. Breydenbach fue nombrado deán de la catedral poco después de su regreso. El grupo incluía también a dos amigos, uno de ellos caballero, y un cocinero. Muchos estudiosos creen que el texto fue en realidad "contado a" un monje alemán que no hizo el viaje.
Partiendo en abril de 1483 y regresando en enero de 1484, viajaron primero a Venecia, donde permanecieron durante tres semanas. Luego se embarcaron para Corfú, Modon y Rodas, todas posesiones todavía venecianas. Después de Jerusalén y Belén y otros lugares de interés de Tierra Santa, fueron al Monte Sinaí y El Cairo. Después de tomar un bote por el Nilo hasta Rosetta, regresaron a Venecia.
Es muy poco habitual que se nombrase a un ilustrador en esa época; sin duda, el hecho de que Reuwich fuera también el impresor ayudó. En el libro también se dice que imprimió la primera edición (en latín) en su casa de Maguncia; es posible que él mismo fuera quien insertase esa información.
Ese es todo el detalle biográfico que se conoce de Reuwich; no se ha descubierto ninguna otra documentación sobre él. En ningún otro libro se dice que imprimiera o ilustrara, pero se cree que Reuwich también diseñó las xilografías de algunas ilustraciones de plantas para un herbario publicado en Maguncia en 1485. En diciembre de 1486, un "Meister Erhard von Mainz" aparece como instalador de vidrieras en la "Amtskellerei" de Amorbach, en Baviera; podría tratarse de él.

## Innovaciones
El Sanctae Peregrinationes, o la Peregrinatio in Terram Sanctam, fue el primer libro de viajes ilustrado impreso y supuso un avance en la ilustración de libros en general. Contiene cinco grandes grabados en madera desplegables, los primeros vistos en Occidente, incluyendo una espectacular vista panorámica de Venecia de 1.600 x 300 mm de largo, donde los peregrinos habían permanecido durante tres semanas. El libro también contenía un mapa de tres bloques de Palestina y Egipto, centrado en una gran vista de Jerusalén, que es el mapa impreso más antiguo que se conoce de Jerusalén.
El libro también contenía panoramas de otras cinco ciudades: Iraklion, Modon, Rodas, Corfú y Parenzo, que fueron visitadas en el camino a Tierra Santa. También había estudios de los trajes del Cercano Oriente y un alfabeto árabe, también el primero impreso. También se incluyeron imágenes de animales que supuestamente se vieron en el viaje, incluidos un cocodrilo, un camello y un unicornio
El colofón del libro es un animado escudo de armas del actual arzobispo de Maguncia, que incluye lel primer rayado en cruz  en xilografía.

## Bestseller
El libro fue un éxito de ventas y se reimprimió trece veces en las tres décadas siguientes, incluidas las tiradas en Francia y España, para las que se enviaron los bloques de ilustración a las imprentas locales. La primera edición en alemán se publicó un año después de la latina, y también se tradujo al francés, holandés y español antes de 1500. También se publicaron otras ediciones de texto y varias ediciones abreviadas.
Las ilustraciones fueron posteriormente adaptadas por Michael Wolgemut para la Crónica de Nuremberg de 1493, y muchas otras editoriales las copiaron.

## ¿El Maestro del Libro de la Casa?
En 1936 se sugirió por primera vez identificar a Reuwich como el Maestro del Libro de la Casa, pintor y grabador en punta seca, el primer artista que utilizó esta técnica. Su identificación con el Maestro del Libro de la Casa no ha sido generalmente aceptada, aunque A. Hyatt Mayor la apoyó; se han hecho otras sugerencias para la identidad del Maestro del Libro de la Casa.